# M100
M 100 (nota anche come NGC 4321) è una galassia a spirale che si trova in direzione della costellazione della Chioma di Berenice, alla distanza di 55 milioni di anni luce da noi.

## Osservazione

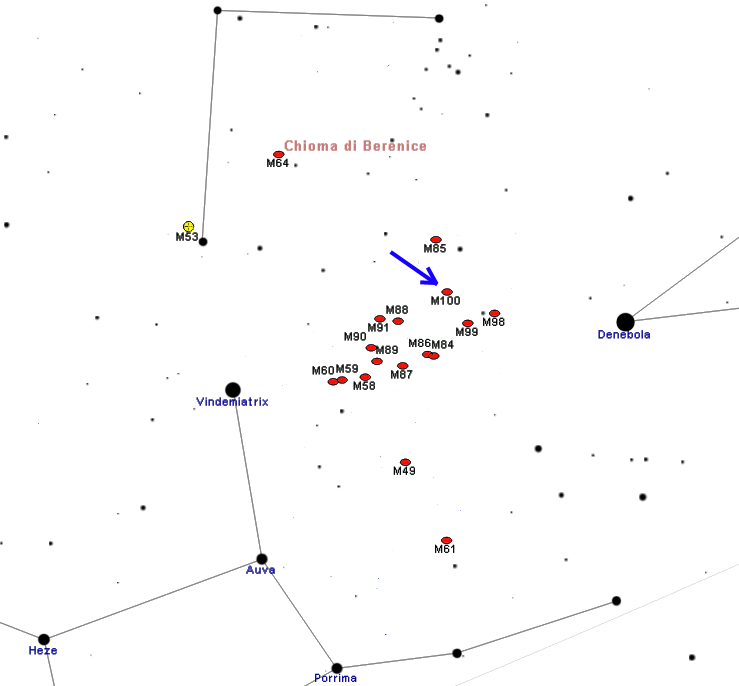
Mappa per individuare M100.

M100 si trova in una regione di cielo priva di stelle di riferimento, fra le costellazioni della Vergine e della Chioma di Berenice; la più brillante della zona è Denebola (β Leonis), che però si trova a quasi 7° di distanza. Grazie alla sua disposizione quasi frontale rispetto alla Terra, è possibile osservare integralmente lo sviluppo dei bracci. La sua luminosità fa sì che questa galassia sia però al limite estremo della visibilità con un binocolo di media potenza, come un 10x50; una debole condensazione centrale più luminosa circondata da un alone si evidenzia solo con un telescopio amatoriale da 80mm o anche con un potente binocolo. Qualche dettaglio in più, come delle chiazze scure sull'alone, possono essere osservate in un 150mm, mentre un 200mm è in grado di rilevare, solo in condizioni atmosferiche ottimali, due bracci di spirale che appaiono come dei rinforzi di luminosità sui lati est e ovest del nucleo.
M100 può essere osservata con facilità da entrambi gli emisferi terrestri e da tutte le aree abitate della Terra, grazie al fatto che la sua declinazione non è eccessivamente settentrionale; dalle regioni boreali è maggiormente osservabile e si presenta estremamente alto nel cielo nelle notti di primavera, mentre dall'emisfero australe appare mediamente più basso, ad eccezione delle aree prossime all'equatore. Il periodo migliore per la sua osservazione nel cielo serale è quello compreso fra febbraio e agosto.

## Storia delle osservazioni
M100 fu scoperta da Pierre Méchain nel 1781 e inserita dall'amico Charles Messier nel suo catalogo qualche settimana più tardi; quest'ultimo ne determinò le coordinate e ne fornì pure una breve descrizione. William Herschel studiò con molta attenzione questa galassia, proprio per la presenza di alcuni chiaro scuri sulla superficie dell'alone; credette persino di aver individuato al suo interno un piccolo ammasso di stelle, mentre il figlio John non riuscì a ritrovarlo. Lord Rosse paragona la sua parte centrale a una nebulosa planetaria, mentre fu in grado di distinguere chiaramente la struttura a spirale dell'alone. L'esatta distanza della galassia fu stimata nel 1993, quando il telescopio spaziale Hubble riuscì ad osservare 20 Cefeidi al suo interno e a stimarne il periodo.

## Caratteristiche
M100 ha due grandi bracci costituiti da stelle più brillanti, e molte altre più deboli; in questi bracci sono state osservate ben sette supernovae:
- 1901B, di tipo Ia, magnitudine 15.6, scoperta nel marzo 1901;
- 1914A, tipo non determinato, magnitudine 15.7, febbraio 1914;
- 1959E, tipo Ia, magnitudine 17.5, agosto 1959;
- 1979C, di tipo II, magnitudine 11.6, aprile 1979;
- 2006X, di 1a, magnitudine 15.3, febbraio 2006[5];
- 2019ehk, di tipo 1b, magnitudine 16.5, scoperta il 29 aprile 2019[6];
- 2020oi, di tipo 1c,magnitudine 17.3, scoperta il 7 gennaio 2020[7].

M100 è uno dei membri più importanti dell'ammasso di galassie della Vergine che si estende fino alla costellazione della Chioma di Berenice, della quale fa parte; la massa di M100 è di 160 miliardi di masse solari, mentre la sua magnitudine assoluta è pari a -21.8. Il suo diametro reale è di circa 107000 anni luce, dunque di poco superiore rispetto a quello della Via Lattea; la galassia si allontana da noi a 720 km/s, M100 ha invece una velocità di recessione di 1500 km/s.

### Libri
- (EN) Stephen James O'Meara, Deep Sky Companions: The Messier Objects, Cambridge University Press, 1998, ISBN 0-521-55332-6.

### Carte celesti
- Toshimi Taki, Taki's 8.5 Magnitude Star Atlas, su geocities.jp, 2005. URL consultato il 7 novembre 2010 (archiviato dall'url originale il 5 novembre 2018). - Atlante celeste liberamente scaricabile in formato PDF.
- Tirion, Rappaport, Lovi, Uranometria 2000.0 - Volume I - The Northern Hemisphere to -6°, Richmond, Virginia, USA, Willmann-Bell, inc., 1987, ISBN 0-943396-14-X.
- Tirion, Sinnott, Sky Atlas 2000.0 - Second Edition, Cambridge, USA, Cambridge University Press, 1998, ISBN 0-933346-90-5.
- Tirion, The Cambridge Star Atlas 2000.0, 3ª ed., Cambridge, USA, Cambridge University Press, 2001, ISBN 0-521-80084-6.